# Манчини (Кјети)
Манчини (итал. Mancini) је насеље у Италији у округу Кјети, региону Абруцо.
Према процени из 2011. у насељу је живело 367 становника. Насеље се налази на надморској висини од 130 м.